# Luigi Canina
Luigi Canina, född den 23 oktober 1795 i Casale Monferrato, död den 17 oktober 1856 i Florens, var en italiensk arkitekt och arkeolog. 
Canina var professor i arkitektur i Turin, men tillbragte största delen av sitt liv i Rom. Han ledde utgrävningarna av Tusculum och av Via appia samt restaurationsarbetena på forum, över byggnadskonsten och det gamla Roms topografi författade han en mängd betydande verk: L'architettura antica, Indicazione topografica di Roma antica, Sull'architettura piu propria dei tempi cristiani, Gli edifizi di Roma med flera.